# Ivan Hrozný a jeho syn Ivan 16. listopadu 1581
Ivan Hrozný a jeho syn Ivan 16. listopadu 1581 (rusky Иван Грозный и сын его Иван 16 ноября 1581 года) je název historického obrazu ruského malíře Ilji Repina.
Pokud Repin do té doby v historické malbě nedosáhl úspěchu přiměřeného jeho nadání, tak v roce 1885 dokončený obraz Ivan Hrozný a jeho syn Ivan 16. listopadu 1581 znamená důležitý krok nejen v umělcově tvorbě, ale v celém ruském malířství. Repin dokázal, že žádné z témat mu není cizí.

## Okolnosti vzniku díla
V roce 1881 slyšel Repin na koncertě dílo N. A. Rimského-Korsakova s názvem Pomsta. Zapůsobilo na něj tak silně, že se rozhodl pokusit se o malířské vyjádření nálady, kterou v něm tato skladba vyvolala. Bylo krátce po atentátu na cara Alexandra II. a Repin si vzpomněl na krvavého cara Ivana Hrozného.
Do díla se pustil s velkým zápalem. Studoval historický materiál, maloval skici, ale především hledal model, který by uměl vyjádřit pološílený výraz cara, uvědomujícího si dosah vraždy, kterou spáchal na vlastním synovi. Pomáhal si plastickým ztvárňováním, vytvořil celou řadu portrétních studií, ale podstatnou část konečného výrazu carovy tváře namaloval podle hlavy malíře G. G. Mjasojedova; modelem pro obličej careviče Ivana mu byl spisovatel V. M. Garšin.

## Kompozice obrazu
Obraz zachycuje prostředí carské komnaty. Na zemi sedí car Ivan zachycený ve chvíli, kdy po spáchání hrůzného činu se zoufalým výkřikem a zděšenýma očima zahleděnými do prázdna tiskne pravicí svého syna k sobě, zatímco druhou rukou se snaží zastavit krev valící se ze carevičova spánku. Je to tragédie otce, který si uvědomuje dosah svého činu, procitne k vědomí, že ani odpuštění, které čteme na tváři jeho syna, ho nemůže zbavit pocitu nenapravitelné viny. Místo činu se svaleným křeslem či s pohozeným žezlem na zmačkaném koberci také dosvědčuje tragédii, která se zde odehrála.
Obraz Ivan Hrozný a jeho syn Ivan je dílem tak působivým a živým, jakoby celou událost umělec znal z vlastní zkušenosti. Výjimečnost obrazu tkví v tom, že se mu zde podařilo beze zbytku vyřešit a divákovi podat nesmírně těžký a hluboký duševní stav obou postav. Dílo je dokonalé i po koloristické stránce. Repin se nebál použít ty nejsytější barevné tóny a výsledek je ten, že divák např. při pohledu na zakrvácenou carevičovu hlavu má pocit, jako by viděl skutečnou krev.

## Politický dosah vystavení díla
Dokončení obrazu se oddálilo až o čtyři roky, protože mezitím malíř pracoval na obrazech Křížové procesí v Kurské gubernii a Nečekali.
Repin ani netušil, jaké emoce lidu a politický dopad vyvolá vystavení hotového díla. Na putovní výstavě Sdružení peredvižniků se před obrazem tlačily davy lidí. Každý chtěl vidět „cara synovraha“. Ukázat hlavu státu, ačkoliv z dávné minulosti, v takové „roli“ bylo v uvedeném čase činem s dalekosáhlým dopadem, zejména s ohledem na události před čtyřmi lety. Lidé měli ještě v živé paměti atentát na cara Alexandra II. Vlastenci, studenti a pokrokově smýšlející lidé, pro které byl začátek vlády Alexandra III. obdobím bezútěšného útlaku, uvítali Repinův obraz s nadšením. Viděli v něm demaskování samoděržaví a přímo výzvu k odporu proti carské samovládě. Reakční vládní kruhy v čele s K. P. Pobědonoscevem, nejvyšším prokurátorem Svaté synody ruské pravoslavné církve, viděli v obraze maření jejich boje proti narůstajícím revolučním projevům lidových mas a proto obraz, jedno z mistrovských Repinových děl, zakázali veřejně vystavovat.